# Silje Holtan
Silje Holtan Knudsen (født 22. juli 1983 i Vejen) er en dansk-norsk sangerinde og sangskriver. Hun debuterede med pladen Unlimited Colours i 2010, og i 2015 udgav hun albummet Picture me. Silje Holtan fik en lille kommerciel succes med sangen On And On i 2015.

## Karriere
Silje Holtan er uddannet på musikkonservatoriet i Esbjerg med rytmisk sang som hovedfag. Hendes primære beskæftigelse er efterskolelærer.
I 2010 udgav hun pladen Unlimited Colours, og i forbindelse med udgivelsen af den spillede Holtan koncerter, bl.a på Jelling Festival og som support for Katie Melua.
I 2015 udgav Silje Holtan albummet Picture Me. 

## Diskografi
Studiealbum
- Unlimited Colours (2010)
- Picture Me (2015)